# Chrysichthys longidorsalis
Chrysichthys longidorsalis is een straalvinnige vissensoort uit de familie van de stekelmeervallen (Claroteidae). De wetenschappelijke naam van de soort is voor het eerst geldig gepubliceerd in 1981 door Risch & Dirk Thys van den Audenaerde.